# Raly Cabral
Rely Selson Cabral de Barros (Bembibre, León, 6 de mayo de 1997), más conocido como Raly Cabral, es un futbolista español con nacionalidad caboverdiana que actualmente juega de delantero en el CD Don Benito y es internacional absoluto con la selección de Cabo Verde.

## Trayectoria
Raly Cabral comenzó su trayectoria futbolística en las categorías inferiores del Club Atlético Bembibre, donde destacó desde temprana edad, sobre todo por su velocidad y habilidad con la pelota. Una vez se dio el salto a campo de fútbol 11, se une a la SD Ponferradina donde se acabaría desarrollando como un delantero que también puede jugar de extremo, donde llega al Juvenil A e incluso al primer equipo.
En la temporada 2016-17, firma por el Zamora CF de la Tercera División de España, con el que disputa 37 partidos en los que anota 5 goles.
En la temporada 2017-18, firma por el CD Barco de la Tercera División de España, con el que disputa 36 partidos en los que anota 8 goles.
En la temporada 2018-19, firma por el Ourense CF de la Tercera División de España, con el que disputa 37 partidos en los que anota 10 goles.
En la temporada 2019-20, firma por dos temporadas con el SD Leioa de la Segunda División B de España, con el que disputa 61 partidos en los que anota 6 goles.
El 26 de julio de 2021, firma por el CD Don Benito de la Segunda División B de España, con el que disputa 34 partidos en los que anota 6 goles.
El 12 de julio de 2022, firma por el Othellos Athienou FC de la Segunda División de Chipre, en el que disputa 11 partidos. En diciembre de 2022, rescindiría su contrato con el conjunto chipriota.
El 29 de enero de 2023, firma por el Vélez Club de Fútbol del Grupo IV de la Segunda Federación, en el que disputa 11 partidos anotando 1 gol.
El 4 de agosto de 2023, firma por el Arandina Club de Fútbol del Grupo I de la Segunda Federación, donde militó una temporada.
El 11 de junio de 2024 vuelve al C. D. Don Benito, ahora en la Segunda Federación.

## Selección nacional
Fue convocado a la selección nacional de Cabo Verde para un par de amistosos en junio de 2021. El 8 de junio de 2021, debutó con la selección de Cabo Verde en la victoria por 1-2 frente a la selección olímpica de Brasil y su segundo encuentro fue en la derrota por 2-0 ante Senegal.

## Clubes
| Club                 | País   | Año       |
| -------------------- | ------ | --------- |
| SD Ponferradina      | España | 2015-2016 |
| Zamora CF            | España | 2016-2017 |
| CD Barco             | España | 2017-2018 |
| Ourense CF           | España | 2018-2019 |
| SD Leioa             | España | 2019-2021 |
| CD Don Benito        | España | 2021-2022 |
| Othellos Athienou FC | Chipre | 2022-2023 |
| Vélez CF             | España | 2023      |
| Arandina CF          | España | 2023-2024 |
| C. D. Don Benito     | España | 2024-Act. |